# 絶対性 (数理論理学)
数理論理学において、論理式がある構造（モデルとも呼ばれる）のクラスについて絶対的であるとは、そのクラスに属する各構造において同じ真理値を持つことをいう。また、式が2つの構造を含むクラスに対して絶対的であれば、2つの構造の間で絶対的であると言うこともある。絶対性に関する定理は通常、数式の絶対性とその統語論的形式との関係を確立する。
部分的な絶対性には2つの形式がある。ある構造 M の各部分構造 N においてある式が真であることが、M においてその式が真であることから導かれる場合、その式は下向き絶対的であるという。構造 N においてある式が真であることが、N を拡張する各構造 M においてその式が真であることを含意する場合、その式は上向き絶対的であるという。
絶対性についての問題は集合論とモデル理論といった複数の構造を同時に考える分野で特に重要である。モデル理論では、いくつかの基本的な結果や定義が絶対性によって動機づけられている。集合論においては、集合のどんな性質が絶対であるかという問題がよく研究されている。Joseph Shoenfield (1961)によるシェーンフィールドの絶対性定理では、集合論のモデルとその構成可能宇宙との間で式の大きなクラスについての絶対性を確立し、重要な方法論的帰結がもたらされた。また、巨大基数公理の絶対性も研究されており、いくつか肯定的な結果と否定的な結果が知られている。

## モデル理論において
モデル理論では絶対性に関連するいくつかの一般的な結果と定義がある。下向き絶対性の基本的な例として、ある構造において真である全称文（全称量化子のみを持つ文）は、元の構造のすべての部分構造においても真であるというものがある。逆に、存在文はある構造からそれを含むあらゆる構造へと上向きの絶対性を持つ。
二つの構造が初等的同値であると定義されるのは、それらが共有する言語におけるすべての文の真理値について一致する場合、つまり、それらの言語におけるすべての文が二つの構造の間で絶対的である場合である。M と N が理論のモデルであり、M が N の部分構造であるときに、いつでも M が N の初等部分構造になるのであれば、その理論はモデル完全であると定義される。

## 集合論において
現代の集合論の主要な部分は、ZFとZFCのさまざまなモデルの研究を含む。このようなモデルの研究にとって、集合のどの性質が異なるモデルに対して絶対的であるかを知ることは非常に重要である。一般的な方法としては、集合論のモデルを固定して、それと同じ順序数を持つ推移的モデルに限定して検討する。
いくつかの性質は集合論の全ての推移的モデルについて絶対的である。以下のような例がある。(Jech (2003 sec. I.12) や Kunen (1980 sec. IV.3) を参照). 
- x は空集合である.
- x は順序数である.
- x は有限順序数である.
- x は後続順序数である.
- x は極限順序数である.
- x = ω.
- x は関数（のグラフ）である.

絶対的でない性質の例:
- 有限であること
- 可算であること
- 基数であること
- 正則基数であること
- 極限基数であること
- 到達不能基数であること

### 可算性が絶対的でないことについて
スコーレムのパラドックスとは実数全体の集合は不可算 (これはZFC、あるいはZFCの小さな有限部分系ZFC'からも証明可能)であるが、その一方でZFC' の可算推移モデルが存在し (これはZFCで証明可能)、このモデルの実数全体の集合は（外から見れば）可算集合であるという、一見矛盾した状況を指す。このパラドックスは、可算性がZFCの特定のモデルの部分モデルに対して絶対的なものではないことに注意することで解決できる。集合 X はある集合論のモデルでは可算であるが、その部分モデルでは可算でないということがありうる。というのも、X の可算性を定義するのに必要な X と ω の間の全単射が部分モデルには存在していないかもしれないからである。ZFCに適用されるレーヴェンハイム-スコーレムの定理は、このような状況が起こることを示している。

### シェーンフィールドの絶対性定理
シェーンフィールドの絶対性定理 は解析的階層 の {\displaystyle \Pi _{2}^{1}}, {\displaystyle \Sigma _{2}^{1}} に属する文が、自然数に関する記述として解釈した場合に、ZFのモデル V とそのモデルの構成可能宇宙 L との間で絶対的なものであることを示したものである。この定理を相対化して、V の自然数の集合をパラメータとして使うこともできる、この場合、Lはそれらのパラメータと全ての順序数を含む最小の部分モデルに置き換えなければならない。この定理の系として {\displaystyle \Sigma _{3}^{1}} 文は上向き絶対的（L で成立する文は V でも成り立つ）であって {\displaystyle \Pi _{3}^{1}} 文は下向き絶対的（V で成立する文は L でも成り立つ）である。同じ順序数を持つ集合論の任意の2つの推移モデルは同じ構成可能宇宙を持つので、シェーンフィールドの定理はそのような2つのモデルは全ての {\displaystyle \Pi _{2}^{1}} 文の真理について一致しなければならないことを示している。
シェーンフィールドの定理の1つの帰結に選択公理に関するものがある。ゲーデルは、V がZFのみを満たすと仮定した場合でも、構成可能宇宙 L は常に選択公理を含むZFCを満たすことを証明した。シェーンフィールドの定理は、ZFのモデルで与えられた {\displaystyle \Sigma _{3}^{1}} 文 φ が偽であるものが存在するとき、そのモデルの構成可能宇宙においても φ は偽であることを示している。対偶として、もしZFCで {\displaystyle \Sigma _{3}^{1}} 文が証明できるならその文はZFでも証明可能であることを意味している。同じ議論は、組合せ原理◊のような、構成可能宇宙で常に成り立つ他の原理にも適用できる。これらの原理がZFから独立しているとしても、そういった原理の {\displaystyle \Sigma _{3}^{1}} な帰結はZFで証明可能である。特に、ペアノ算術の（一階）言語で表現できるような帰結は全て含まれる。
シェーンフィールドの定理は強制法によって得られる独立性の結果に限界があることも示している。特に、ペアノ算術のどの文も、同じ順序数を持つ集合論の推移モデルに対して絶対的である。強制法は適用されるモデルの順序数を変えないため、したがって算術文の真理値を変えるために強制法を用いることはできない。リーマン予想やP≠NP予想などの多くの有名な未解決問題は、{\displaystyle \Pi _{2}^{1}} かそれ以下の複雑さの文で表現できるため、強制法で ZFC からの独立性を証明することはできない。

### 巨大基数
巨大基数には、集合論のどんなモデルの構成可能宇宙 (L) にも存在できないものがある。それにもかかわらず、構成可能宇宙には元のモデルが持っている順序数を全て要素に持っている。この "パラドックス" はそういった巨大基数を定義している性質が部分モデルに対して絶対的ではないことに注目することで解決できる。
そのような絶対的でない巨大基数公理の例として可測基数のものがある; 順序数が可測基数であるためにはある性質を満たす別の集合（測度）が存在しなければならないが、そのような測度は構成可能ではないことを示すことができる。